# 願與愁
願與愁是新加坡歌手林俊杰第15张录音室专辑《重拾_快樂》的首波主打歌，由小寒作詞，林俊傑作曲，于2023年4月14日發行。

## 背景
〈愿与愁〉是林俊杰看待这世界现状有所感悟的一首歌曲，他以一个宇宙的宏观，科学的角度在看待“人”，人类存在世界的意义，再深入去探索每个人之间“爱”的连结，爱代表什么，来自电影《星际穿越》的灵感，「爱是唯一可以穿越时间与空间的事物」，因为有爱，因为有时间，所有围绕我们的人事物，都变得更加珍贵。
在创作此首歌曲时，他脑海中先有了「Dust and Ashes」的画面，而歌词中的「烟雨稠」贯穿了他想要去探索在不同维度里，宇宙、生命、命运、与爱的主要元素。

## 音樂錄影帶
〈願與愁〉MV由金奖导演黄中平执导拍摄，陸夏、林奕嵐、徐碩廷出演，故事描述二位自小一起長大的同齡女孩，經歷青春美好，卻突然面臨人生不可逆的轉折，其中一個女孩因此消逝生命，另一個餘生從此像在黑暗中度過，直到某天女孩的家屬決定遺愛人間，將祂的心臟、器官捐獻給世上的另一個人，重新跳動的心臟，彷彿愛的延續。

## 現場演出
2023年4月15日，林俊傑「JJ20世界巡迴演唱會」在悉尼举行，现场首唱新歌〈愿与愁〉，更无预警开启Instagram直播与线上的歌迷分享。4月22日，林俊杰担任动力火车台北演唱会嘉宾，现场演唱了该曲，是台湾地区的首次演唱。6月16日，林俊杰参与录制的《永远22！bilibili毕业歌会》播出，现场演唱了〈愿与愁〉、〈Castle in the Air〉以及多首历年歌曲。7月9日，林俊杰出席《第4届腾讯音乐娱乐盛典》，擔任壓軸表演嘉宾一連帶來〈愿与愁〉、〈孤独娱乐〉、〈逆光白〉等9首歌曲。7月16日，林俊杰参与录制的湖南卫视和芒果TV主办的晚会《不设限毕业礼》播出，现场演唱了〈愿与愁〉、〈小酒窝〉、〈裹着心的光〉。8月19日起，「JJ20世界巡回演唱会」登陆中国大陆展开，将该曲加入了巡演固定歌单，每场均有演唱。

## 奖项
| 年份 | 單位                 | 獎項               | 入圍者／作品       | 結果 | 來源          |
| ---- | -------------------- | ------------------ | ------------------ | ---- | ------------- |
| 2023 | YES 933 潮流音乐盛典 | SPOP 最佳本地作词  | 小寒／〈愿与愁〉   | 獲獎 | [ 9 ]         |
| 2023 | 亚洲流行音乐大奖     | 年度歌曲（华语）   | 〈愿与愁〉         | 獲獎 | [ 10 ]        |
| 2023 | 亚洲流行音乐大奖     | 年度20金曲（华语） | 〈愿与愁〉         | 獲獎 | [ 10 ]        |
| 2024 | 第9届薰衣草音乐奖    | 年度歌曲           | 〈愿与愁〉         | 獲獎 | [ 11 ]        |
| 2024 | 第9届薰衣草音乐奖    | 最佳作曲人奖       | 林俊杰／〈愿与愁〉 | 提名 | [ 11 ]        |
| 2024 | 第二届浪潮音乐大赏   | 年度歌曲           | 〈愿与愁〉         | 提名 | [ 12 ] [ 13 ] |
| 2024 | 第二届浪潮音乐大赏   | 最佳作曲           | 林俊杰／〈愿与愁〉 | 獲獎 | [ 12 ] [ 13 ] |
| 2024 | 第二届浪潮音乐大赏   | 最佳作词           | 小寒／〈愿与愁〉   | 提名 | [ 12 ] [ 13 ] |
| 2024 | 第二届浪潮音乐大赏   | 最佳流行歌曲       | 〈愿与愁〉         | 提名 | [ 12 ] [ 13 ] |
| 2024 | 第二届浪潮音乐大赏   | 最佳音乐录影带     | 〈愿与愁〉         | 提名 | [ 12 ] [ 13 ] |
| 2024 | 第35屆金曲獎         | 最佳作曲人奖       | 林俊杰／〈愿与愁〉 | 提名 |               |

## 榜单
| 榜單 (2023)                          | 最高排名 |
| ------------------------------------ | -------- |
| 台湾（Hito中文排行榜）               | 1        |
| 台湾（KISS Radio華語排行榜）         | 1        |
| 香港（KKBOX華語新歌週榜）            | 3        |
| 新加坡（醉心龙虎榜）                 | 1        |
| 新加坡（KKBOX華語新歌週榜）          | 1        |
| 新加坡（KKBOX華語单曲週榜）          | 2        |
| 中国大陆（腾讯音乐由你榜）           | 10       |
| 中国大陆（QQ音乐MV巅峰榜）           | 1        |
| 中国大陆（QQ音乐台湾地区榜）         | 1        |
| 中国大陆（网易云音乐数字单曲畅销榜） | 1        |
| 中国大陆（中国歌曲排行榜）           | 1        |
| 中国大陆（全球华人歌曲排行榜）       | 1        |
| 中国大陆（Asia Pop 40）              | 1        |
| 马来西亚（KKBOX華語新歌週榜）        | 2        |

| 榜單 (2023)                | 最高排名 |
| -------------------------- | -------- |
| 中国大陆（腾讯音乐浪潮榜） | 1        |

| 榜單 (2023)                      | 最高排名 |
| -------------------------------- | -------- |
| 台灣（Hit FM年度百首单曲 ）      | 6        |
| 新加坡（醉心龙虎榜年度顶尖100 ） | 22       |
| 中国大陆（动感101年度金曲 ）     | 21       |
| 中国大陆（Apple Music年度最热曲目 ）         | 38       |

## 翻唱
- 2024年5月31日，袁娅维、陈昊宇（《乘风2024》第7期）
- 2024年11月8日，尚雯婕（《时光音乐会第四季》第5期）
- 2024年11月8日，陈昊宇（《时光音乐会第四季》第5期）
- 2025年3月22日，黄子弘凡（除了快乐禁止入内巡演-西安站）

## 人员
以下资料整理自YouTube歌曲MV页面。
- 林俊傑－和聲編寫、和聲、後期母帶處理製作人
- 許環良－配唱製作、和聲編寫、錄音師
- 黃冠龍－製作協力、吉他
- 周信廷－製作協力
- 宋立偉－製作協力
- 蔡宥綺－製作協力
- 蔡凱昇－製作協力
- 李琪弦樂團－弦樂
- THE JFJ SINGULARITY－錄音室
- mixHaus －混音室
- Richard Furch（英语：Richard Furch） －混音師
- Bernie Grundman Mastering －後期母帶處理錄音室
- Mike Bozzi（英语：Mike Bozzi） －後期母帶處理錄音師

## 發行歷史
| 地区 | 日期          | 格式              | 厂牌         |
| ---- | ------------- | ----------------- | ------------ |
| 全球 | 2023年4月14日 | 數位下載 串流媒體 | 就是俊傑音樂 |